# KF Luzi i Vogël 2008
El KF Luzi i Vogël 2008 es un equipo de fútbol de Albania que juega en la Kategoria e Dytë, la tercera división nacional.

## Historia
Fue fundado en el año 2008 en la ciudad de Luz i Vögel y su primer partido oficial lo jugaron ante el KF Erzeni en septiembre de 2008, el cual fue una derrota por 0-2. Al año siguiente llegó su primer logro importante cuando en la Copa de Albania de 2009 eliminaron al KF Tirana con victoria por 3-1 a estadio lleno.
En la temporada 2021/22 logra el ascenso a la Kategoria e Parë por primera vez en su historia.

## Estadísticas
- Primer partido oficial: KF Erzeni 2–0 KF Luz i Vogël 2008, Kategoria e Dytë, 21-9-2008[2]
- Primer partido en la Copa de Albania: KF Luz i Vogël 2008 2–1 KF Çlirimi, Segunda Ronda Preliminar, 30-9-2009[3]
- Primer partido en el Stadiumi Luz i Vogël 2008: KF Luz i Vogël 2008 1–0 KF Adriatiku Mamurrasi, 2-11-2008[4]
- Mayor victoria: 7–1 v KS Korabi Peshkopi, Kategoria e Dytë, 11-4-2009[5]
- Mayor victoria en la Copa de Albania: 3–1 v KF Tirana, 21-11-2009[6]
- Mayor victoria de visitante: 2–0 v KF Naftëtari Kuçovë, Kategoria e Dytë, 20-9-2009[7]